# Céleste Bulkeley
Pour les articles homonymes, voir Bulkeley.
Céleste Bulkeley, née Céleste Talour de La Cartrie, née le 14 mai 1753 à Angers, morte le 13 mars 1832 à Angers, est une aristocrate française et une amazone de la guerre de Vendée.

## Biographie

### Vie sous l'Ancien Régime
Céleste Julie Michèle Talour de La Cartrie de la Villenière naît à Angers le 14 mars 1753,. Elle est la fille de Guy Barthélemy Talour de la Cartrie et de Jeanne Ollivier.
Ses parents habitaient le château de la Villenière à la Pouëze. Le couple a 14 enfants, dont Jeanne Ambroise Talour de la Cartrie qui épouse René Prosper Sapinaud de Bois Huguet, frère de Louis Célestin Sapinaud de la Verrie ; et Toussaint Ambroise Talour de la Cartrie qui épouse Michelle Anne de L'Étoile, sa cousine.
En 1779, Céleste épouse Louis Henri Marie Chappot de la Brossardière,. Elle s'établit alors au château de la Brossardière, à La Roche-sur-Yon. Le couple a une fille, Aminthe. Cependant Chappot de la Brossardière décède le 27 avril 1785,.
En novembre 1786, Céleste se remarie avec William Bulkeley, un lieutenant irlandais du régiment de Walsh. Dans ses mémoires, Toussaint Ambroise Talour de la Cartrie écrit que sa « sœur, quoique beaucoup plus âgée que son mari, ayant alors 34 ans, n'en paraissait pas plus de 20. Elle avait une jolie taille et des yeux si éclatants, que de l'avis de tout le monde, elle et son mari formaient le plus beau couple de la contrée ». Divers témoignages décrivent généralement Céleste Bulkeley comme une grande et belle femme aux cheveux blonds,.
Entre 1788 et 1790, le bataillon de Bulkeley est envoyé en garnison à l'Île-de-France (Île Maurice). D'après Talour de la Cartrie, sa sœur, Céleste, l'y accompagne. À son retour en France, William Bulkeley démissionne et le couple se retire au château de la Brossardière, à La Roche-sur-Yon.

### La guerre de Vendée
En mars 1793, la Vendée se soulève contre la levée en masse. Le 14 mars 1793, la petite ville de La Roche-sur-Yon est envahie par des paysans menés par William Bulkeley et Charles-François de Chouppes,.
Le 19 mars, William Bulkeley et de Chouppes se joignent à Charles de Royrand et participent à la bataille de Pont-Charrault. Le 29 mars, ils rejoignent cette fois l'armée de Jean-Baptiste Joly pour prendre part à l'attaque infructueuse des Sables-d'Olonne. Ils entrent également en relation avec Charette, qui commande dans les environs de Legé et Machecoul,.
Dans ses mémoires, Toussaint Ambroise Talour de la Cartrie écrit : « Ma sœur, brave comme une véritable héroïne, ne quitta jamais son mari, aux côtés duquel elle se battît dans tous les combats où il fut engagé et, quoique ses vêtements fussent plusieurs fois percés par les balles, cependant elle passa à travers tous les dangers sans être blessée ». Le Bouvier-Desmortiers rapporte quant à lui que « Madame de Beauglie femme d'un officier du régiment de Walhs, commandait une compagnie de chasseurs qu'elle entretenait, dit-on, à ses frais, et portait l'uniforme vêtue en amazone. Son caractère guerrier ne lui ôtait rien des agrémens de son sexe; aussi aimable en société que brave au champ de bataille ».
Le 23 août 1793, les républicains prennent La Roche-sur-Yon, qui est évacuée par les insurgés. Le 26 août, Jean-Baptiste Joly vient au secours des époux Bulkeley et tente de reprendre la ville, mais l'attaque est repoussée par la colonne du général Mieszkowski.
Quelques témoignages de patriotes présentent William Bulkeley comme étant « d'un caractère doux », mais laissent un jugement plus défavorable à propos de son épouse, Céleste. Le 29 août, le juge de paix Hillaireau rapporte notamment que, avant de fuir La Roche-sur-Yon, certains insurgés soutenus par Céleste Bulkeley réclament la mise à mort des prisonniers patriotes détenus dans la ville, mais que William Bulkeley et de Chouppes s'y opposent.
Après la défaite de La Roche-sur-Yon, Céleste et William Bulkeley se réfugient à Legé, où ils sont accueillis par Charette,. Ils prennent ensuite part à la bataille de Torfou et la bataille de Saint-Fulgent.
À l'automne 1793, ils rejoignent la Grande Armée et participent à la Virée de Galerne,. Après la déroute du Mans, les époux Bulkeley traversent la Loire à Ancenis, mais ils sont arrêtés au Loroux-Bottereau le 24 décembre et conduits à Angers,.
Jugés par la commission militaire révolutionnaire d'Angers, William et Céleste Bulkeley sont condamnés à mort le 2 janvier 1794. Céleste se déclare enceinte et obtient un sursis, mais William est guillotiné le jour même,. Leur femme de chambre, Anne Lacoudre, est fusillée le 1er février 1794. Aminthe, la fille de Céleste, meurt quant à elle en prison, à l'âge de 12 ans, dans la nuit du 10 au 11 février 1794.
Céleste Bulkeley est relâchée après la fin de la Terreur et part rejoindre l'armée de Charette,. En octobre 1794, un rapport républicain signale une attaque de « l'amazone Bucly » contre un détachement de 200 soldats cantonnés au château du Givre, entre Avrillé et Saint-Cyr-en-Talmondais,. Après la signature du Traité de La Jaunaye en février 1795, elle retourne à son château de la Brossardière. Elle suit Charette lorsque ce dernier reprend les armes en juin 1795.
D'après l'historien Lionel Dumarcet, Céleste Bulkeley « est, pour une bonne part à l'origine de la légende des amazones de Charette [...] Royalistes et Républicains la décrivrent unanimement faisant le coup de feu plus souvent qu'à son tour »,

### Vie pendant la paix
En octobre 1797, Céleste Bulkeley se remarie avec Jacques Thoreau de la Richardière, mais celui-ci décède dix mois plus tard,. En 1803, elle se remarie pour la quatrième fois avec un officier républicain de la garnison de Nantes, le capitaine François Pissière, du 24e régiment d'infanterie.
Elle décède à Angers, le 13 mars 1832, à l'âge de 78 ans,.